# ダニエル・オウス
ダニエル・オウス（英語: Daniel Owusu、1989年6月13日 - ）は、ガーナ出身のサッカー選手。ポジションはMF。

## 所属クラブ
- フラムFC 2006-2010

→ KFCジェルミナル・ベールスホット 2007-2009 (loan)
→ KVトゥルンハウト 2009-2010 (loan)
- ACオウル 2011
- Vトゥルンハウト 2012-2013
- ACオウル 2013
- KVトゥルンハウト